# David & Layla
David & Layla – film z 2005 roku, którego reżyserem oraz twórcą scenariusza jest amerykański reżyser kurdyjskiego pochodzenia, Jay Jonroy. Jest to jego pierwszy film fabularny, zainspirowany prawdziwą historią kurdyjsko-żydowskiej pary – Alwand Jaff i jej męża, Davida Ruby.

## Opis fabuły
Scenariusz filmu zainspirowany został prawdziwą historią pary żyjącej w Paryżu od 1990. Historia rozgrywa się w Nowym Jorku i opowiada o romantycznych relacjach między producentem telewizyjnym żydowskiego pochodzenia, Davidem oraz  uciekinierką kurdyjskiego pochodzenia, Laylą. Rodziny zakochanych są przeciwko temu związkowi. Layla staje przed dramatyczną decyzją, musi wybierać między muzułmaninem doktorem Ahmadem a żydem Davidem. Z drugiej zaś strony, David musi dokonać wyboru między jego bogatą narzeczoną z Manhattanu (w której rolę wcieliła się Callie Thorne), a Laylą.

## Obsada
- David Moscow
- Shiva Rose McDermott
- Callie Thorne
- Peter Van Wagner
- Polly Adams
- Will Janowitz
- Anna George
- Ed Chemaly
- Tibor Feldman